# Škoda 40T
Škoda 40T (nazwa handlowa ForCity Smart Plzeň) – typ tramwaju wytwarzanego od 2021 r. w zakładach Škoda Transportation. 22 tramwaje tego typu mają być dostarczane do Pilzna od drugiej połowy 2020 r.

## Konstrukcja
Škoda 40T konstrukcyjnie wywodzi się z tramwaju Artic ForCity Smart eksploatowanego w Helsinkach. Jest to trójczłonowy, dwukierunkowy, w pełni niskopodłogowy wagon tramwajowy. Po obu stronach nadwozia umieszczono pięcioro drzwi. Wnętrze tramwaju jest klimatyzowane.

## Dostawy
W 2018 r. przewoźnik Plzeňské městské dopravní podniky ogłosił przetarg na dostawę 22 nowych tramwajów niskopodłogowych, między innymi ze względu na planowane otwarcie linii tramwajowej na słup Borská. Jedynym uczestnikiem przetargu było pilźnieńskie przedsiębiorstwo Škoda Transportation. Obie strony podpisały umowę o wartości ponad miliarda koron 9 października 2019 r., rok później producent zakończył prace projektowe i przedstawił ostateczny wygląd tramwajów. 
Pierwsze dwa prototypy Škody 40T miały zostać dostarczone do Pilzna w październiku 2020 r.